# Batrachorhina vulpina
Batrachorhina vulpina är en skalbaggsart som först beskrevs av Johann Christoph Friedrich Klug 1833.  Batrachorhina vulpina ingår i släktet Batrachorhina och familjen långhorningar. Inga underarter finns listade.